# Les Espions (série télévisée)
Pour les articles homonymes, voir Les Espions.
Les Espions (I Spy) est une série télévisée américaine en 82 épisodes de 55 minutes, créée par Sheldon Leonard et diffusée entre le 15 septembre 1965 et le 15 avril 1968 sur le réseau NBC.
Au Québec, la série a été diffusée à partir du 1er septembre 1969 à la Télévision de Radio-Canada, et en France durant les années 1970 sur RTL et sur Télé Monte Carlo, puis sur M6 à partir du 31 août 1987 et rediffusion sur France 3 dès septembre 1992 puis aussi Série Club, RTL TV, La Cinquième et Monté-Carlo TMC.

## Synopsis
Cette série met en scène deux agents de la CIA, Kelly Robinson et Alexander Scott. Sous la couverture d'un joueur de tennis et de son entraîneur, ils parcourent le monde au fil de leurs missions. Scott devient un prénom dans la conversation entre les deux amis.

## Distribution

### Acteurs principaux
- Bill Cosby (VQ : Luc Durand) : Alexander Scott
- Robert Culp (VQ : Gérard Poirier) : Kelly Robinson

### Acteurs récurrents et invités
- Antoinette Bower : Shelby Clavell
- Sheldon Leonard : Sorgi
- France Nuyen : Sam-than McLean
- Alan Oppenheimer : Colonel Benkovsky
- Harold J. Stone : Zarkas
- Kenneth Tobey : Russ Conway

 Source et légende : version québécoise (VQ) sur Doublage.qc.ca

## Épisodes

### Première saison (1965-1966)
1. Salut patriote (So Long, Patrick Henry)
2. Le Verre de l'amitié (A Cup of Kindness)
3. Une cuisinière en or massif (Carry Me Back to Old Tsing-Tao)
4. Mon cher Max (Chrysanthenum)
5. Dans les griffes du dragon (Dragon's Teeth)
6. The loser (The Loser)
7. Méfie-toi de leur sourire (Danny Was a Miilion Laughs)
8. À couteaux tirés (The Time of the Knife)
9. Ni repris, ni échangé (No Exchange on Damaged Merchandise)
10. Tatia (Tatia)
11. La Menace (Weight of the World)
12. La Rançon (Three Hours on a Sunday Night)
13. Les Tigres de l'enfer (Tigers of Heaven)
14. L'Affaire de T'Sien Cha (Affair in T'Sien Cha)
15. Le Tigre (The Tiger)
16. L'Échange (The Barter)
17. Toujours dire au revoir (Always Say Goodbye)
18. Le Lion de la mer (Court of the Lion)
19. Cuisine à la turque (Turkish Delight)
20. Un pari stupide (Bet Me a Dollar)
21. Rêves de gloire (Return to Glory)
22. La Conquête de Maude Murdoch (The Conquest of Maude Murdock)
23. Quetzalcoatl (A Day Called 4 Jaguar)
24. La Croisade (Crusade to Limbo)
25. Ma mère est une espionne (My Mother, the Spy)
26. Une petite fille bien sage (There Was a Little Girl)
27. Les Miroirs de la haine (It's All Done with Mirrors)
28. L'or est comme le soleil (One Thousand Fine)

### Deuxième saison (1966-1967)
1. Froidement vôtre (So Coldly Sweet)
2. Lori (Lori)
3. Sophia (Sophia)
4. La Vendetta (Vendetta)
5. Le Cadeau d'Alexandre (A Gift from Alexander)
6. La Nuit la plus noire (Trial by Treehouse)
7. L'Épervier (Sparrowhawk)
8. Usage de faux (Will the Real Good Guys Please Stand)
9. Sur le pont des espions (Bridge of Spies)
10. Une de nos bombes a disparu (One of our Bombs is Missing)
11. La Madone des offices : 1re partie (To Florence, With Love: Part 1)
12. La Madone des offices : 2e partie (To Florence, With Love: Part 2)
13. Lisa (Lisa)
14. L'Enfant perdu (Little Boy Lost)
15. Tout le monde et son père (Father Abraham)
16. Le Maître chanteur de Rome (Rome... Take Away Three)
17. Tonia (Tonia)
18. La Liste (Child Out of Time)
19. Fin de film (The Trouble with Temple)
20. Le Seigneur de la guerre (The War Lord)
21. Une chambre au château (A Room with a Rack)
22. De Séville à Madrid (Mainly on the Plains)
23. Un secret bien gardé (Get Thee to a Nunnery)
24. L'Espion et la ballerine (Blackout)
25. Le Miroir de la vérité (Magic Mirror)
26. Train de nuit pour Madrid (Night Train to Madrid)
27. Bien faire et les séduire (Casanova from Canarsie)
28. Souvenirs d'enfance (Cops and Robbers)

### Troisième saison (1967-1968)
1. Il faut tuer Karlovassi (Let's Kill Karlovassi)
2. Les Enfants de l'exil (The Beautiful Children)
3. Laya (Laya)
4. La Boîte mystérieuse (The Medarra Block)
5. Philotimo (Philotimo)
6. Les Honorables assassins (The Honorable Assassins)
7. Mais où est donc Kate ? (Now You See Her, Now You Don't)
8. Une question d'honneur (Red Sash of Courage)
9. Le Septième Capitaine (The Seventh Captain)
10. Apollo (Apollo)
11. Œdipe à Colone (Œdipus at Colonus)
12. Heureux qui comme Ulysse (The Lotos Eater)
13. L'Impératrice Yankee (An American Empress)
14. Une réunion de famille (Home to Judgement)
15. Le Penseur (Anyplace I Hang Myself is Home)
16. Volontaires demandés (Tag, You're It)
17. À l'ouest de nulle part (A Few Miles West of Nowhere)
18. Un certain Smith (This Guy Smith)
19. Requiem pour un traitre (Turnabout for Traitors)
20. Bon Anniversaire à tous (Happy Birthday... Everybody)
21. Shana (Shana)
22. Chasse gardée (The Name of the Game)
23. Conforme au plan (Suitable for Framing)
24. Le Métier d'espion (The Spy Business)
25. Carmelita est des nôtres (Carmelita is One of Us)
26. Calendrier, whisky et rime (Pinwheel)

## Commentaires
C'était la première fois qu'un acteur noir (Bill Cosby), débutant de surcroît, se retrouvait co-vedette d'une série télévisée américaine non comique.
Bill Cosby et Robert Culp sont restés très bons amis dans la vie réelle.
La sérié a été adaptée au cinéma en 2002 sous le nom Espion et demi (I Spy).

## Récompenses
- Emmy Awards 1966 : Meilleur acteur pour Bill Cosby
- Emmy Awards 1967 : Meilleur acteur pour Bill Cosby
- Golden Globe Award 1967 : Meilleure série dramatique
- Emmy Awards 1968 : Meilleur acteur pour Bill Cosby